# Узел (информатика)
В структурах данных, состоящих из многих связанных между собой элементов, узел — это концептуальная единица хранения данных, несущая в себе также ссылки на связанные с ней элементы (узлы). Например, в односвязных списках узлы содержат ячейку данных и одну добавочную ячейку, содержащую ссылку на следующий узел. В двусвязных списках узлы содержат ячейку данных и две ячейки со ссылками на предыдущий и последующий узел в списке. При использовании для реализации деревьев, узлы обычно содержат в себе ссылки на нижестоящие узлы, а также, возможно, родительскую и др. ссылки. Узлы в графах обычно несут в себе произвольное количество ссылок на соседей, и так далее.